# Ryan Sinn
Ryan Sinn (Fremont, 23 aprile 1979) è un bassista statunitense.
Ha pubblicato insieme ai The Distillers il loro secondo e terzo album. Lui sapeva suonare la chitarra, ma visto che al gruppo serviva un bassista, imparò a suonare il basso in quattro giorni. Nel 2005 Ryan ha lasciato la band. Dopo aver lasciato i The Distillers si è unito al progetto di Tom DeLonge, gli Angels & Airwaves. Con loro ha pubblicato il suo primo album, We Don't Need to Whisper. Nel 2007 lascia la band perché incontra difficoltà con gli altri membri della band. Dopo essere uscito dagli Angels & Airwaves, Ryan ha messo all'asta la chitarra elettrica che gli aveva regalato Tom DeLonge.